# خروج ممنوع (فیلم)
بدون خروج یا خروج ممنوع (به انگلیسی: No Exit) یک فیلم دلهره‌آور آمریکایی محصول سال ۲۰۲۲ به کارگردانی دامین پاور بر اساس فیلمنامه‌ای از اندرو بارر و گابریل فراری است که بر اساس رمانی به همین نام نوشته تیلور آدامز از سال ۲۰۱۷ ساخته شده‌است. این فیلم توسط هولو در تاریخ ۲۵ فوریه ۲۰۲۲ منتشر شد.

## داستان
داربی تورن یک معتاد در حال بهبودی متوجه می‌شود که مادرش در بیمارستان بستری است. او از بازپروری فرار می‌کند و به سالت لیک سیتی می‌رود. سرجوخه ران هیل در حالی که در وسط جاده توقف کرده بود به او می‌گوید که ایالت بین ایالتی به دلیل یک کولاک در حال توسعه بسته‌است. او موافقت می‌کند که یک شب در مرکز بازدیدکنندگان محلی بماند. تنها افرادی که داخل آن هستند آش، لارس و زوج متأهل اد و سندی هستند. داربی برای جستجوی سیگنال تلفن همراه به بیرون می‌رود و در نهایت دختری ربوده شده را در ون متعلق به یکی از افراد داخل آن پیدا می‌کند.
داربی در حین بازی یک دور از مزخرفات، از دانش خود در مورد پلاک ون استفاده می‌کند تا از دیگران سؤال کند و استنباط کند که لارس آدم‌ربا است. او به حمام می‌رود و از سوراخی در دیوار برای بازگشت به بیرون استفاده می‌کند. داربی وارد ون می‌شود و با دختر صحبت می‌کند و قول می‌دهد او را نجات دهد. لارس غافل از حضور او وارد ون می‌شود و نام دختر را فاش می‌کند که جی است. در داخل، اد به رفتار عجیب لارس مشکوک می‌شود. در حالی که لارس از ون خارج می‌شود تا برای جی غذا بیاورد، داربی از سوراخ دیوار به داخل کابین بازمی‌گردد.
جی مبتلا به بیماری آدیسون است که در صورت استرس بیش از حد می‌تواند باعث آدرنالین بیش از حد شود. در حمام، داربی در مورد جی به اش می‌گوید. اش می‌پذیرد که به او کمک کند. با این حال، وقتی داربی بیرون می‌رود، اش نشان می‌دهد که او برادر لارس و همدست در آدم‌ربایی است. Ash داربی را به داخل می‌برد و تهدید می‌کند که اگر اد و سندی را در مورد جی مطلع کند او را خواهد کشت. بیرون، جی خود را آزاد می‌کند و به جنگل می‌دود. در حمام، داربی به اش حمله می‌کند، اما او دست برتر را به دست می‌آورد. لارس از سوراخ دیوار می‌گذرد و برادرش را از خفه کردن داربی بازمی‌دارد. در مبارزه، داربی کلیدهای اش را می‌گیرد.
اش و لارس، داربی را مجبور می‌کنند تا به آنها کمک کند تا به دنبال جی باشند. آنها فاش می‌کنند که دارند او را نزد عمویشان که یک باند قاچاق انسان را اداره می‌کند، می‌برند. داربی از چراغ قوه برای کور کردن آدم ربایان استفاده می‌کند و فرار می‌کند. اش سلاح گرم خود را شلیک می‌کند و به اد و سندی هشدار می‌دهد. اد و سندی جی را بیهوش در برف می‌یابند. داربی به داخل کابین می‌رود و به اد و سندی در مورد آدم ربایان می‌گوید. پس از قفل کردن در ورودی، اد با آش و لارس مذاکره می‌کند. او قول می‌دهد که اگر داروهایی را که جی برای زنده ماندن نیاز دارد را بدهند، کلید ماشین را به آنها بدهد. همان‌طور که داربی کلیدها را پنهان می‌کند، خاکستر و لارس کابین را با بنزین می‌پوشانند. جی بیدار می‌شود و سندی را خدمتکارش می‌شناسد. یک فلاش بک نشان می‌دهد که سندی به اش و لارس کمک کرد تا جی را از خانه اش ببرند. او موافقت کرد که با آدم ربایان ملاقات کند تا داروهای جی را به آنها بدهد. در حال حاضر سندی به آش و لارس اجازه ورود می‌دهد.
پس از فهمیدن اینکه داربی تنها کسی است که می‌داند کلیدها کجا هستند، اش اد و سندی را می‌کشد و از یک تفنگ میخکوبی برای بستن داربی به دیوار استفاده می‌کند. تلفن او پیامک دریافت می‌کند. آش آن را می‌خواند و به او خبر می‌دهد که مادرش فوت کرده‌است. متن دیگری نشان می‌دهد که سرجوخه رون در راه است. وقتی اش تهدید می‌کند که به جی صدمه می‌زند، داربی محل اختفای کلید را فاش می‌کند. اش قبل از رفتن برای جستجوی کلیدها اسلحه خود را به لارس می‌دهد. داربی به جی می‌گوید که چراغ‌ها را خاموش کند.
داربی کوکائین را خرخر می‌کند تا به خودش قدرتی بدهد که میخ را از دستش بیرون بکشد. با حواس‌پرتی لارس، او اسلحه او را در حین بازگشت اش به دست می‌گیرد. پس از اینکه اش به‌طور تصادفی برادرش را با شلیک تفنگ میخکوب به سر او می‌کشد، داربی و جی برای فرار به بیرون می‌دوند. خاکستر وسیله نقلیه آنها را سوراخ می‌کند و کابین را به آتش می‌کشد. پس از ورود سرجوخه ران، داربی به آش شلیک می‌کند در حالی که رون به داربی شلیک می‌کند. اش اسلحه اش را برمی‌دارد و به ران شلیک می‌کند. همان‌طور که او برای کشتن داربی آماده می‌شود، او از یک پیچ گوشتی برای سوراخ کردن گردن او استفاده می‌کند و او را می‌کشد. داربی از رادیو رون برای درخواست کمک استفاده می‌کند. در یک فلش فوروارد، خواهر داربی، دوون، او را در دوره توانبخشی ملاقات می‌کند.

## نقش بازیگران
- هاوانا رز لیو در نقش داربی تورن
- دنی رامیرز در نقش اش، یکی از مظنونان
- دیوید ریسدال در نقش لارس، یکی از مظنونین
- دیل دیکی در نقش سندی، مظنون و همسر اد
- میلا هریس در نقش جی، دختر ربوده شده
- دنیس هایسبرت در نقش اد، مظنون و شوهر سندی
- بندیکت وال در نقش سرجوخه ران هیل
- لیزا ژانگ در نقش دوون، خواهر داربی
- هایلینگ او در نقش مادر داربی